# جینگوان-دونگ
جینگوان-دونگ (به لاتین: Jingwan-dong) یک منطقهٔ مسکونی در کره جنوبی است که در Eunpyeong District واقع شده‌است.